# Caranavi
Caranavi est une ville du département de La Paz en Bolivie. La ville est le chef-lieu de la province de Caranavi. Sa population s'élevait à 12 318 habitants en 2001.